# Ana Castela
Ana Flávia Castela (Amambai, 16 de novembro de 2003), também conhecida pela alcunha Boiadeira, é uma cantora, compositora e musicista brasileira. Em 2021, começou sua carreira musical com o single de estreia "Boiadeira" e, em 2022, se tornou conhecida nacionalmente devido ao sucesso da música "Pipoco", parceria sua com a também cantora Melody e o músico DJ Chris no Beat.
Nascida em Amambai e criada em Sete Quedas, na fronteira com o Paraguai, Ana Flávia frequentemente visitava a fazenda de seus avós, no tal país vizinho, e foi lá onde gravou um vídeo caseiro cantando "Vaqueiro Apaixonado", do cantor Loubet, que se tornou viral e a fez seguir carreira artística a partir desse reconhecimento. Desde então, a cantora vem lançando singles em parceria com outros músicos, no gênero agronejo.
Ana Castela iniciou sua carreira em 2021, ao lançar "Boiadeira", composição com Us Agroboy, que lhe rendeu seu apelido. Entre 2021 e 2023, lançou canções como "Neon" e "As Menina da Pecuária", entre outras, com parcerias como Melody e DJ Chris no Beat. Em maio de 2023, a cantora gravou, ao vivo, seu primeiro álbum, Boiadeira Internacional. O projeto foi lançado em quatro EPs distintos, sendo os três primeiros lançados no mesmo ano e o último lançado em 2024. Ainda em 2024, anunciou seu segundo álbum ao vivo, Herança Boiadeira, que foi gravado em seu rancho na cidade de Londrina e será lançado em 2025.
A artista hoje é reconhecida como uma das disseminadoras do agronejo no Brasil, e venceu, na categoria "Revelação do Ano", o Prêmio Multishow de Música Brasileira de 2022 e a categoria "Não Nasci, Estreei" do TikTok Awards 2022. Em 2024, venceu o Grammy Latino pelo álbum Boiadeira Internacional. Ana Castela também é a artista com mais vezes em primeiro lugar na lista de artistas mais populares do Brasil da Billboard.

## Primeiros anos
"Minha mãe canta e meu pai, meu tio e meus avós são de fazenda. [...] Então eu cresci na fazenda e cresci ouvindo minha mãe cantar na igreja, minha mãe também chamava um pessoal da igreja para cantar lá em casa. [...]"

— Ana Castela sobre sua infância.
Primeira filha de Michele e Rodrigo Castela, Ana Flávia Castela é natural de Amambai, sul do Mato Grosso do Sul, mas foi criada na cidade vizinha Sete Quedas, na fronteira com o Paraguai, com sua irmã, Antonella. A música foi introduzida na família de Ana por seu avô materno, André Castela, que também foi vereador na cidade de Sete Quedas.
Castela obteve maior contato com a arte ao observar sua mãe, que cantava casualmente em casa e mais profissionalmente em igrejas. Michele tocava violão com um caderno onde anotava cifras de músicas. Além disso, Ana também acompanhava o pai na fazenda onde trabalhava. Um tempo depois, Ana Flávia passou a acompanhar a mãe nos eventos da igreja e cantar com ela. No início da pandemia da COVID-19 no Brasil, começou a publicar covers de pop, rap acústico e música sertaneja.
Ana Castela passou a cantar com mais frequência aos quinze anos, no coral católico Coração de Maria, formado por ela e algumas amigas. Iniciou a carreira profissional em 2021, após obter certa repercussão ao publicar um vídeo caseiro — onde cantava uma canção do músico Loubet — em seu perfil no X (Antigo Twitter). Ana Castela tem como artistas preferidos o duo Anavitória e o trio Melim.
Ana tinha como passatempo cantar em karaokês e andar a cavalo, e era sempre pessimista quando se sugeria que ela deveria seguir carreira artística. Por isso, acreditava que, para ser cantora, deveria morar numa cidade grande. Castela pretendia cursar medicina — inicialmente desejando obter especialização em pediatria, e, depois, veterinária —, e, para isso, foi para a cidade de Campo Mourão, no Paraná, onde terminou o ensino médio no Colégio Integrado e iniciou a faculdade. Contudo, ela voltaria para Sete Quedas depois de cursar um semestre e meio.

## Carreira

### 2021–22:Boiadeira, apelido e carreira profissional

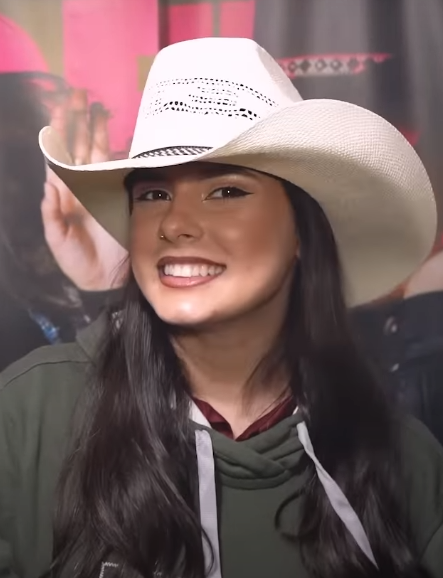
Ana em 2022 durante entrevista.

Após voltar para Sete Quedas, a cantora gravou um vídeo caseiro onde cantava uma canção do músico Loubet. Castela afirma que não gostava de cantar, e tinha vergonha de praticar em público. Porém, com a repercussão do vídeo nas redes sociais, Rodolfo Alessi assistiu e convidou Ana para gravar "Boiadeira", uma canção que já estava composta e que, segundo Alessi, combinava com seu estilo.
Ana, que sempre gostou de canto, passou a gravar com a AgroPlay, uma empresa brasileira localizada em Londrina, responsável por atividades de gravação de som e de edição de música, gerenciada por Rodolfo Alessi, da dupla Fabinho & Rodolfo, Raphael Soares, da dupla Léo & Raphael, e Everton Albertoni. Em janeiro, Castela lançou-se profissionalmente como cantora através do single de estreia "Boiadeira", música essa que rendeu à artista o apelido (compartilhando o nome da canção). No mesmo ano, mudou-se para Londrina, devido à sua carreira, e foi, também nesta época, que Castela ganhou popularidade em seus vídeos com coreografias e brincadeiras virais nas redes sociais.

### 2022–23:Pipoco, parcerias eAgroplay Verão

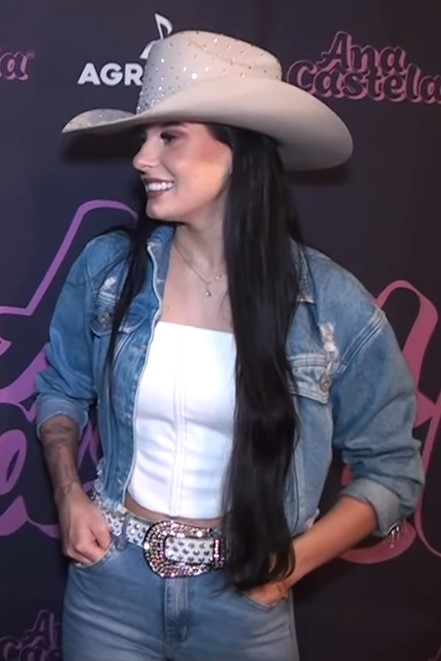
Castela em 2023.

Em 2022, Ana entrou (junto com a cantora Melody) no rank global do Spotify no top 200 com a canção "Pipoco", permanecendo em 1º no Spotify Brasil e, mais tarde, em 16 de julho de 2022 estreou na 10º posição do placar Brazil Songs da Billboard. O single manteve-se oito semanas no 1º lugar e 27 no total. No começo de novembro, Ana colabora com Israel & Rodolfo em "Bombonzinho", música que eventualmente atingiu o top 1 na Brazil Songs e em 7 de janeiro de 2023 estreou na Billboard Global 200 na 151º posição. Ainda em novembro, o cantor Zé Felipe colaborou com Ana e Luan Pereira para lançar "Roça em Mim". Em março do mesmo ano, fez parceria com Pedro Sampaio para lançar "Carinha de Bebê" e participa do projeto Verão da AgroPlay, na qual ela lança as canções "Nosso Quadro", "Derreter a Aliança", "Chora Me Liga (Remix)" com DJ Chris no Beat, "Vaqueiro Apaixonado" e "AgroVerão", ambas as duas últimas com Luan Pereira.
Em maio, foi anunciado seu novo DVD, denominado Boiadeira Internacional, que foi gravado em Santa Terezinha de Itaipu, Paraná, na Fespop Festival, com um público de 70 mil pessoas. Houve participações de diversos cantores, como Gustavo Mioto, Simone Mendes, Matheus & Kauan, Alok, Hungria e Luan Pereira. Na segunda metade de maio de 2023, Ana Castela fez uma turnê internacional como parte de seu primeiro álbum, na qual fez três shows em Portugal. Em agosto, Ana lançou o primeiro volume de seu DVD, Boiadeira Internacional, Vol. 1.
Em setembro, Castela foi confirmada na segunda edição do projeto "AgroPlay Verão" e também foi revelado que gravaria duas parcerias para o tal, sendo uma com Ludmilla, intitulada "Dia de Fluxo", e a segunda com Luan Pereira e o mexicano Gabito Ballesteros. Em 13 de outubro, a cantora lançou o segundo volume de seu DVD. Em 26 de outubro, a gravadora AgroPlay divulgou uma segunda turnê da cantora pelos Estados Unidos, também como parte de seu primeiro álbum, com apresentações nas cidades de Pompano Beach (Flórida), Atlanta (Geórgia), Newark (Nova Jérsia) e Boston (Massachusetts).
No início de novembro do mesmo ano, a artista foi confirmada como atração ao lado da cantora Simone Mendes para homenagear o sertanejo feminino. Em 17 de novembro, Castela lançou o terceiro volume do DVD Boiadeira Internacional. Este contou com cinco faixas, "Fronteira" (com Gustavo Mioto), "Coração Bipolar" (com Matheus & Kauan), "Amizade Ou o Que" (com Luan Pereira), "Morreu de Ana Castela" e "Quem Prova Pede Mais". No início de dezembro, Ana Castela lançou "Vida Loka", primeiro single em espanhol de sua carreira.
Em dezembro, a cantora participou do programa anual Roberto Carlos Especial, o especial de fim de ano do cantor Roberto Carlos exibido pela TV Globo, cantando as canções "Solteiro Forçado" — gravada por ela em maio e lançada em julho do mesmo ano — e "Como Vai Você" — canção de Roberto de 1972. Ainda em dezembro, lançou seu primeiro single, intitulado "Agradeço", de música cristã contemporânea.

### 2024:Boiadeira InternacionaleHerança Boiadeira

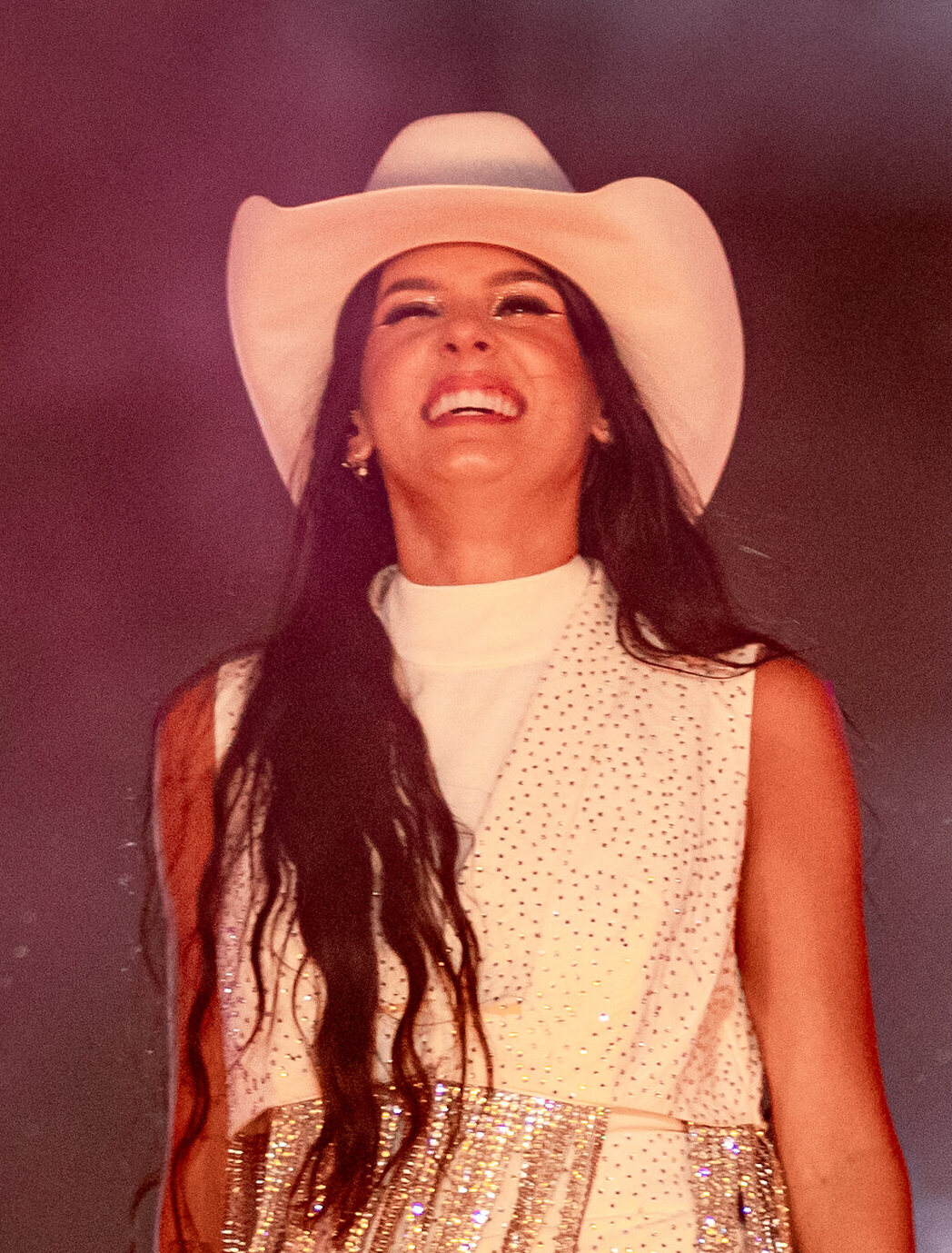
Ana Castela em 2024 na festa da virada Beira Rio.

Em fevereiro de 2024, a cantora lançou o quarto e último volume do DVD Boiadeira Internacional, com canções como "Lua" (com participação de Alok e Hungria Hip Hop), "Bonde das Boiadeiras" e "Pra Sempre Sem Ser". Em 23 de fevereiro, é disponibilizada a versão completa do álbum.
Em 8 de abril de 2024, foi gravado seu segundo álbum e DVD ao vivo, com o nome de Herança Boiadeira, que eventualmente será lançado no primeiro semestre de 2025. As gravações, que aconteceram em Londrina, no estado do Paraná, contaram com diversos artistas da música sertaneja, sendo eles Paula Fernandes, Gino & Geno, Rionegro & Solimões, Eduardo Costa, Gian & Giovani, Matogrosso & Mathias, Perla Paraguaia, Jayne e Trio Parada Dura. Com Trio Parada Dura, Castela gravou uma nova versão da canção "As Andorinhas". Também foi gravada uma composição própria da cantora, “Menino do Laço Comprido”. Além disso, Ana gravou uma canção com sua mãe, Michele Castela, e fez uma homenagem ao seu avô.
Em maio, lançou a canção "Minha Herança", cuja letra faz referência à sua juventude com os avós na fazenda no Paraguai. Em 14 de junho, foi anunciado o lançamento do primeiro volume do projeto, Herança Boiadeira, Vol. 1. As quatro faixas do extended play foram as gravadas com Perla Paraguaia ("Mercedita"), Eduardo Costa ("Cachaceiro"), Trio Parada Dura ("As Andorinhas") e Matogrosso & Mathias ("Tentei Te Esquecer").
Em julho de 2024, gravou o Poesia Acústica #16, que contou com a participação de outros cantores, como Xamã, Filipe Ret, Orochi, L7nnon, MC Ryan SP, TZ da Coronel, MC PH e Lourena. A edição foi ao ar no mês seguinte, em 9 de agosto. Em dezembro, participou do especial Amigas (uma versão feminina do Amigos, composto por Zezé Di Camargo & Luciano, Chitãozinho & Xororó e Leandro & Leonardo), com as cantoras Simone Mendes, Lauana Prado e a dupla Maiara & Maraisa.

### 2025–presente:Let's Go Rodeo
Em abril de 2025, Castela tornou-se a sétima artista latina mais escutada do ano. Em maio, lança Let's Go Rodeo, seu primeiro álbum de estúdio, que conta com faixas no estilo country e a participação do DJ norte-americano Diplo.

## Vida pessoal

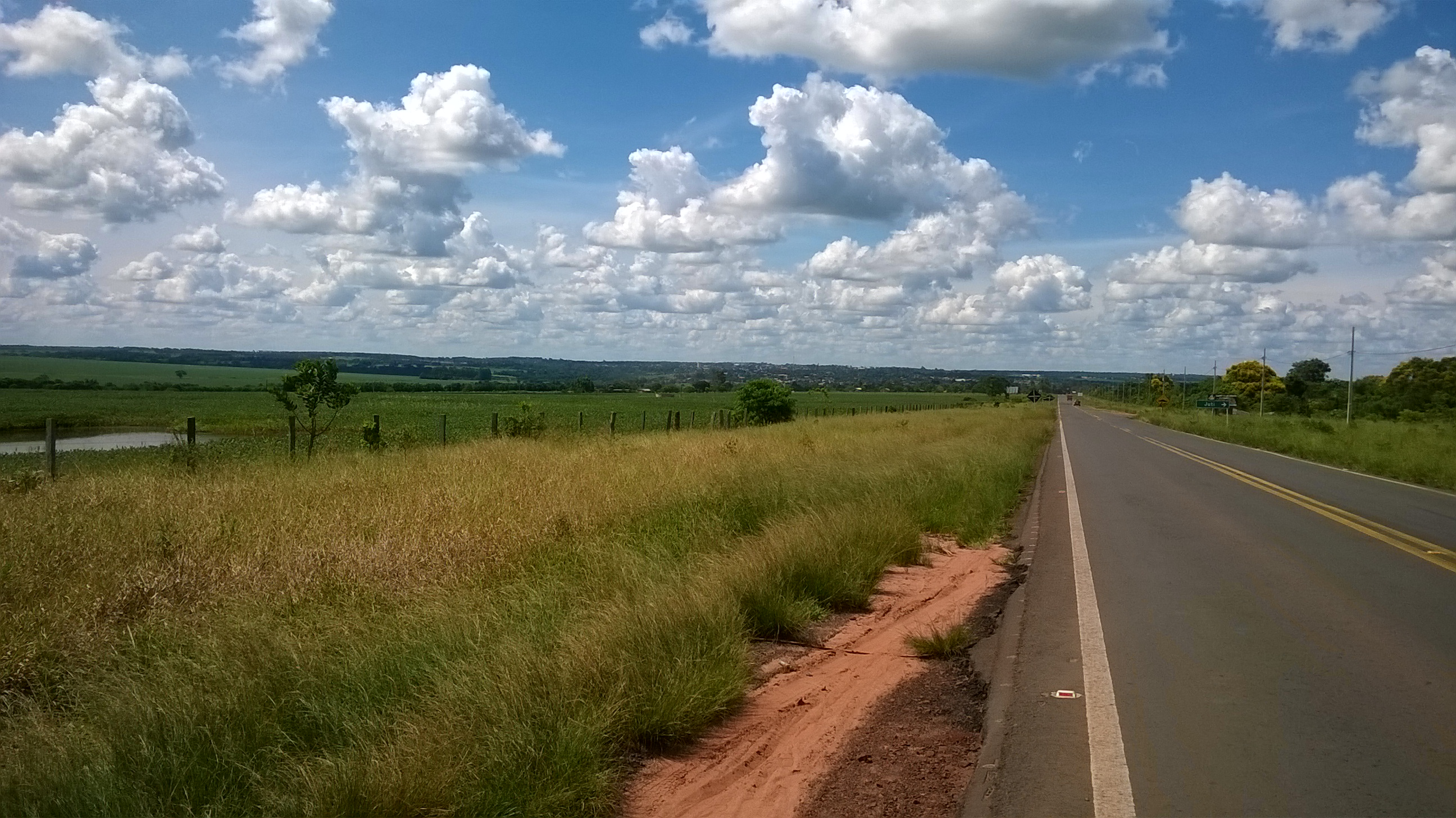
Vista panorâmica de Amambai, cidade natal de Ana Castela.

Ana nasceu em Amambai, mas cresceu em Sete Quedas e, posteriormente, passou a morar em Londrina, Paraná. Ela mora com sua irmã e seus pais numa mansão, e tem coleções de chapéus e botas, além de diversos presentes ganhos de fãs ao decorrer da carreira. Ana Castela também é proprietária de uma chácara localizada próxima à sua casa.
Em maio de 2024, em meio às enchentes no Rio Grande do Sul, Castela e Luan Pereira, em parceria com a gravadora Agroplay, promoveram sorteios em suas redes sociais. Foi sorteado um chapéu autografado pela cantora. Os fundos arrecadados vão para instituições do Rio Grande do Sul e para o Grupo de Resposta a Animais em Desastres (GRAD), instituição responsável pelo resgate de animais que sofreram com o desastre.

### Relacionamentos

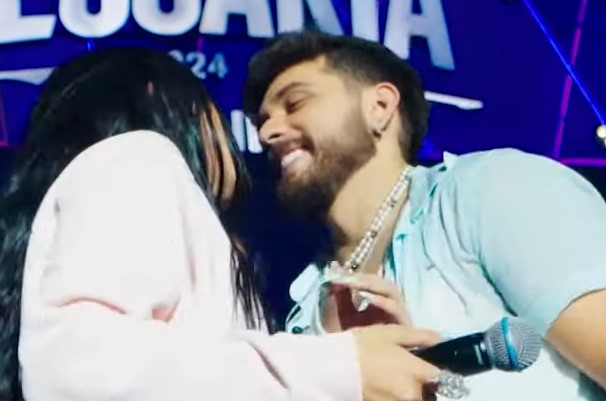
Castela e o cantor Gustavo Mioto durante uma apresentação em 2024.

Ana Castela manteve um relacionamento de pouco mais de um ano com o cantor Gustavo Mioto, com quem gravou a canção "Fronteira", de seu álbum de estreia Boiadeira Internacional (2024). Sobre a relação, os cantores chegaram a revelar que preferiam não dar rótulos. Tal decisão foi mantida até junho de 2023, quando, no Dia dos Namorados, os cantores oficializaram a relação. Mioto e Castela se conheceram durante a apresentação da cantora no TVZ. Gustavo e Ana Castela oficializaram a relação em 4 de junho, quando foram fazer uma apresentação juntos. Em setembro do mesmo ano, confirmaram o término. Em 25 de outubro, a artista revelou que os músicos reataram a relação. Ana Castela e Gustavo Mioto anunciaram mais uma vez o término, em janeiro de 2024. Em abril de 2024, reataram o relacionamento. Porém, em dezembro de 2024, o cantor concedeu uma entrevista exclusiva ao jornalista Leo Dias e confirmou novamente o término do relacionamento. A cantora, por sua vez, se pronunciou em um texto aberto atráves das redes sociais.
Em janeiro de 2025, surgiram boatos de um relacionamento entre ela e o influenciador Túlio Rocha. A artista negou o romance e reforçou que não há nada entre eles.

## Características artísticas

### Gênero e estilo musical
"Não sou sertanejo. Não canto sertanejo. Quem canta sertanejo é Maiara & Maraisa, Marília Mendonça. Eu canto agro com pop e com funk. Meu estilo na roupa é sertanejo, mas o que sai da minha voz é diferente. Sou do agro e gosto de Luísa Sonza, de Anitta."

— Ana Castela sobre suas inspirações e seu gênero musical
Antes de estrear profissionalmente, a cantora interpretava canções do gênero gospel. Ana faz parte do gênero agronejo, uma vertente do sertanejo. Sobre seu estilo musical, a cantora afirmou que, apesar de cantar sertanejo, ela opta por cantoras como Luísa Sonza e Anitta no seu cotidiano.
Castela também revelou, em entrevista, seu desejo de apostar em outros estilos musicais, como funk e pop. Segundo a cantora, quando perguntada por Danilo Gentili no The Noite com Danilo Gentili, ela decidiu por misturar os estilos que gosta de ouvir, e tal escolha foi bem aceita por sua assessoria. O apresentador também revelou não saber como definir o gênero musical da cantora. As canções de Ana Castela tem traços românticos, ligados ao empoderamento feminino, como visto em "Dona de Mim". A maioria das músicas da cantora mostra a mulher no agronegócio, como em "Neon" e "Boiadeira".
Em "Agradeço", a cantora faz sua estreia na música cristã contemporânea profissional; anteriormente, publicava covers que incluíam músicas do tal gênero e tornou-se célebre também com este tipo de música, com sua interpretação de "Hey Pai", da cantora Isadora Pompeo.
Em 2023, o jornalista e músico Regis Tadeu publicou, em seu canal no YouTube, um vídeo onde se mostra descontente com as canções de Ana Castela e as julga como "pavorosas". Também criticou o agronejo, vertente do sertanejo da qual a cantora faz parte, referindo-se a ele como "um tiro no pé, tentando mostrar uma ostentação dentro do nicho sertanejo [...]".

### Inspirações
Ana Castela se inspirou nas cantoras Beyoncé e Katy Perry ao usar um cavalo de cinco metros de altura durante as gravações de seu primeiro DVD, Boiadeira Internacional. Tais artistas usaram objetos semelhantes – um tigre e um cavalo gigantes, respectivamente.

### Voz
Ana Castela é contralto, com um timbre mais grave. Em 2023, enfrentou problemas ao cantar a canção "Solteiro Forçado", e revelou fazer sessões de fonoaudiologia. O professor de canto Leandro Voz analisou a voz de Castela e a descreveu como muito afinada porém criticou sua dicção. No mesmo ano, a cantora comentou sobre sua performance no Criança Esperança, exibido pela TV Globo. Ela afirmou que não gostou da apresentação e que sua voz não teria ficado tão boa quanto esperava.
| “                                                                               | Ai gente, minha voz ficou muito feia, fiquei muito nervosa, não consegui cantar | ” |
| — Ana Castela a respeito da apresentação no palco do Criança Esperança em 2023, |                                                                                 |   |

## Imagem pública

### Críticas a respeito de "Pipoco"

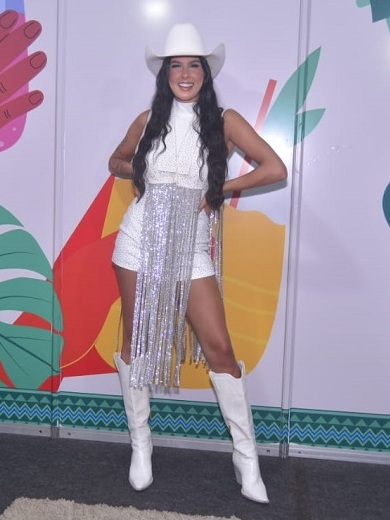
Réveillon Beira Rio às margens do Rio Amazonas, em Macapá (2024)

Em 2023, vieram à tona críticas de Melody e Belinho, se referindo ao lançamento de "Pipoco". A cantora paulista associou o sucesso de Castela à canção e a si. Thiago Alves, o Belinho — pai de Melody — se mostrou a favor de sua filha, defendendo-a e comentando a relação entre as artistas. O fato de a voz de Melody não ser usada nos shows — embora fosse exibido o clipe oficial com as imagens da cantora — também foi associado à discussão. Ainda assim, a cantora paulista revelou admirar o trabalho de Ana. “Independente de certas coisas terem acontecido ou não, eu admiro muito o trabalho dela."

### Alusão ao Governo Bolsonaro em apresentação
Em outubro de 2022, durante a eleição presidencial no Brasil em 2022, onde concorriam diversos políticos incluindo Jair Bolsonaro e Luiz Inácio Lula da Silva, Castela foi fortemente criticada devido a elementos exibidos numa apresentação que estariam apoiando indiretamente a eleição de Bolsonaro (PL) e criticando Lula (PT). No vídeo exibido, havia uma contagem decrescente antes da entrada da cantora no palco. O contador se iniciava no número 22 (número de voto de Bolsonaro), e, ao chegar no número treze (número de voto de Lula), mostrou "12+1". Além disso, contava com a bandeira do Brasil, símbolo usado por Bolsonaro durante a eleição, ao fundo. A respeito disso, a cantora afirmou que "aquilo ali [a alusão] foi uma coisa que a produção colocou, eu não sabia, eu não me meto em política, não gosto, não acho que deva ser um assunto que misture com a música. Não tenho nada a ver com isso. Haters a gente sempre vai ter, é reflexo do nosso trabalho, não ligo pra isso"; e a equipe responsável pela organização da apresentação afirmou que o vídeo exibido tinha "a intenção de ressaltar o movimento agro e o patriotismo brasileiro".

### Acusação de plágio

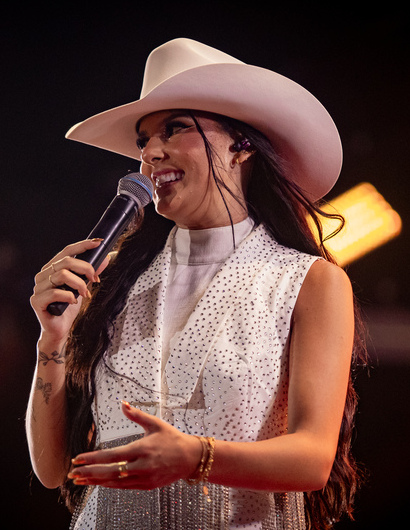
Ana em 2024.

Em 2024, o músico Antony, da dupla Antony & Gabriel, foi acusado de plagiar a canção "Ram Tchum" da cantora Ana Castela, entretanto, "Ram Tchuuuu", single da dupla sertaneja, foi lançado em dezembro de 2022, enquanto a canção de Castela foi lançada em março de 2024. A artista afirmou que sua canção fazia referência a uma caminhonete de seu pai, que fazia "ram tchum".
Antony se pronunciou por meio das redes sociais afirmando que o lançamento de Ana causou "uma grande injustiça que está acontecendo com uma das nossas músicas. Isso tem tirado meu sono. Quero deixar bem claro que meu objetivo não é atacar nenhum artista. O objetivo é preservar a imagem da dupla Antony e Gabriel, que sempre prezou pela ética e respeito no mercado da música [...]".
Da mesma forma, Ana Castela fez uma publicação elogiando a dupla e afirmando não querer nunca que "essas coisinhas bestas acabem com a família da música. Mandei mensagem no privado da dupla e não recebi nenhuma resposta. Então vim falar que adoro vocês! Não deem ouvidos a esse povo chato! Não parem, de forma alguma, com a divulgação. Vocês merecem tudo de bom. Eu adoro, sou fã!".
Posteriormente, Antony veio ao público mais uma vez, afirmando que a dupla não mais divulgaria a canção e não teria mais sua imagem associada à faixa, assim como o título do projeto seria retirado da plotagem do veículo de transporte da equipe da dupla e a turnê que havia sido preparada para divulgar "Ram Tchuuu" seria cancelada. Entretanto, ele afirmou que a canção não seria removida das plataformas de streaming digital.

### Doações
Em maio de 2024, a cantora, em conjunto com outros músicos, se mobilizou e doou suprimentos como forma de ajuda às vítimas do desastre climático causado por enchentes no Rio Grande do Sul no mesmo ano. A artista recebeu inúmeras críticas sobre o feito.

### Impacto na mídia
Ana Flávia é, atualmente, considerada a "musa do agronejo" e uma disseminadora do agronejo no Brasil. O g1 se referiu a ela como representante da geração Z. Numa lista feita pelo portal g1 das canções mais ouvidas do verão no Brasil, quatro são gravações de Castela. Além disso, sete das cinquenta canções mais tocadas no país são de Ana Castela. A Billboard Brasil se referiu à cantora como "fênomeno do sertanejo" e afirmou que ela "se estabeleceu como um dos maiores nomes do sertanejo".

## Outros empreendimentos
Em outubro, foi divulgado o lançamento de uma linha de esmaltes, parceria da cantora com a marca Impala. Sobre as cores, Castela afirmou “Eu nunca imaginei que a música pudesse me proporcionar a experiência de ter uma coleção de esmaltes minha. E o mais legal é que eu realmente participei de perto da criação das cores, por isso elas têm a minha cara”. Os nomes das variações fazem referência ao tema agro.

## Discografia
Álbuns de estúdio
- Let's Go Rodeo (2025)

Álbuns ao vivo
- Boiadeira Internacional (2024)
- Herança Boiadeira (2024)

## Prêmios e indicações

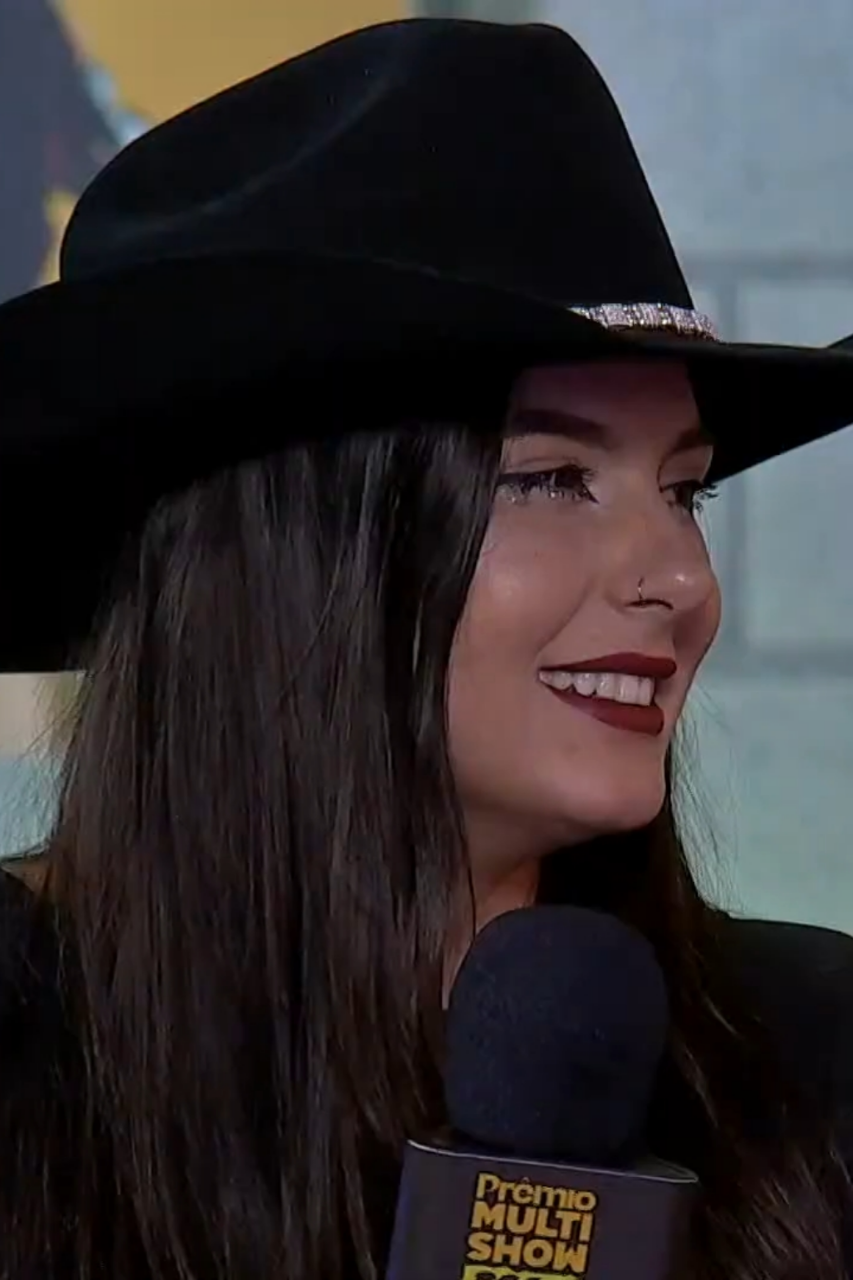
Castela no Prêmio Multishow de Música Brasileira 2022.

Em 2022, Ana foi indicada a três prêmios, um na categoria "Revelação do Ano", do Prêmio Multishow, e dois TikTok Awards nas categorias "Um Hit é um Hit" – pela canção "Pipoco" – e "Não Nasci, Estreei". Já em 2023, a cantora foi indicada ao Prêmio Multishow nas categorias "Sertanejo do Ano", "Hit do Ano" e "Artista do Ano".
No ano seguinte, venceu o Prêmio da Música Brasileira 2024 na categoria "Lançamento – Sertanejo" pelo álbum Boiadeira Internacional. Ainda em 2024, foi indicada ao Grammy Latino pelo mesmo álbum na categoria "Melhor Álbum de Música Sertaneja".

## Filmografia

### Televisão
| Ano  | Título              | Papel      | Notas                       |
| ---- | ------------------- | ---------- | --------------------------- |
| 2023 | Terra e Paixão      | Ela mesma  | Episódios: "29–30 de julho" |
| 2024 | A Caverna Encantada | Ana Flávia | Episódio: "5 de dezembro"   |
| 2025 | A Caverna Encantada | Ana Flávia | Episódio: "15 de janeiro"   |

### Videografia
- Gentili, Danilo (2 de novembro de 2022). Entrevista com Ana Castela | The Noite. YouTube. The Noite com Danilo Gentili. Consultado em 26 de maio de 2023. Cópia arquivada em 5 de novembro de 2022
- Ana Castela: 'Por eu ser mulher, povo acha que pode pegar onde quiser' | g1 ouviu. YouTube. g1. 25 de outubro de 2022. Consultado em 27 de maio de 2023
- Tega, Isadora (10 de abril de 2023). Ana Castela - Forbes Under 30 #4 #AnaCastelaNaForbes ‪@anacastelaoficial‬. YouTube. Forbes Brasil. Consultado em 29 de junho de 2024